# Alusil
Alusil é uma liga hipereutética de alumínio - silício (Ao17Se4CuMg ou A390), que contém aproximadamente 78% de alumínio e 17% de silício. Esta liga foi criada em 1927 por Schweizer e Fehrenbach, de Baden-Baden, Alemanha, e desenvolvida por Kolbenschmidt.
A liga de alumínio Alusil é utilizada normalmente para fazer blocos de motor em liga de alumínio sem camisa. O Alusil, quando se mecaniza, expõe um precipitado de silício muito duro. A superfície de silício é suficientemente porosa para manter o óleo dentro dela; e é uma superfície de apoio excelente. Em 1996, a BMW mudou o recobrimento das paredes do cilindro, do Nikasil ao Alusil, para eliminar os problemas de corrosão causados pelo uso de gasolina com conteúdo de enxofre.

## Motores
Alguns motores que utilizam Alusil:
- Audi 2.4 V6[1][5]
- Audi 3.2 FSI V6[5]
- Audi 4.2 FSI V8[1][3]
- Audi 5.2 FSI V10
- Audi / Volkswagen 6.0 W12
- BMW M52 I6
- BMW N52 I6
- BMW M60 V8
- BMW M62 V8
- BMW N62 V8
- BMW N63 V8
- BMW N63TEU V8
- BMW M70/M73 V12[6]
- Mercedes 560 SEL M117 V8
- Mercedes M119
- Porsche 928 V8
- Porsche 924S I4
- Porsche 944 I4
- Porsche 968 I4
- Porsche Cayenne V8[3]